# アンケ・レーリンガー
アンケ・ガブリエレ・レーリンガー（ドイツ語: Anke Gabriele Rehlinger、1976年4月6日 - ）は、ドイツの政治家。2022年4月からザールラント州首相を、2024年11月から連邦参議院議長を務める。ドイツ社会民主党（SPD）所属。

## 経歴

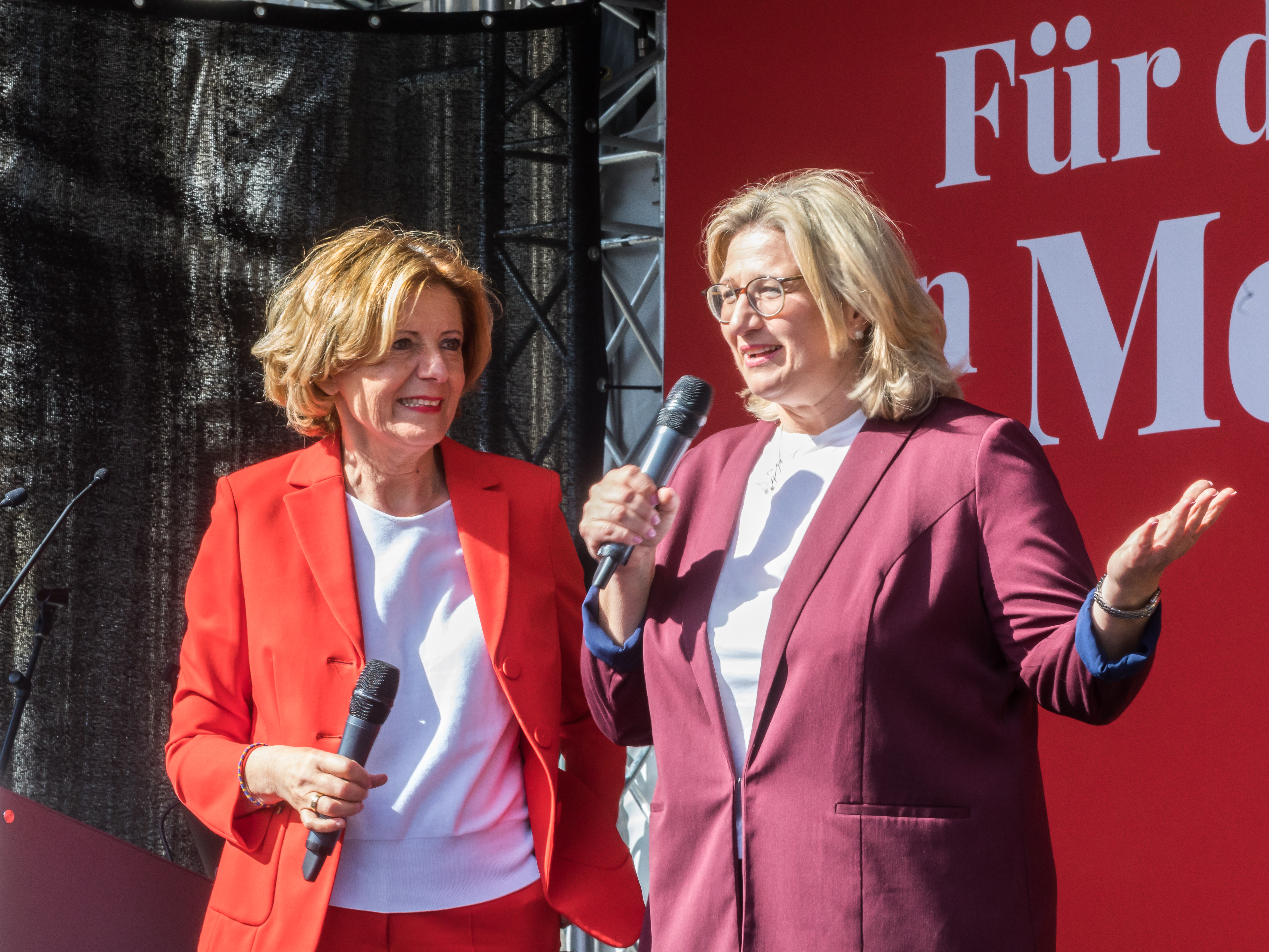
ラインラント＝プファルツ州首相のマル・ドライヤーと（2022年5月13日）

ザールラント州のヴァーダーンで生まれる。メルツィヒにあるギムナジウムに通い、1995年にアビトゥーアを取得。その後はザールラント大学で法学を学び、2000年に第一次司法試験（juristisches Staatsexamen）に合格した。2001年にシュパイアー行政大学院で研修を受けた後、同年から2003年にかけてザールラント州法務省で司法修習を受け、第二次司法試験に合格した。

### 政治活動
1998年にドイツ社会民主党（SPD）に入党。党青年部（ユーゾー）の州副委員長（2003年から2007年）やヴァーダーン地区委員長（2005年から2010年）を務めた。2013年にはSPDのザールラント州支部副代表に就任している。
2004年のザールラント州議会選挙で、州議会議員に初当選。州議会では、欧州問題委員会（2008年から2009年）と教育・文化・メディア委員会（2009年から2011年）でそれぞれ委員長の職を務めた。また、2011年から2012年には州議会内のSPD会派の副代表も務めた。
2012年5月、アンネグレート・クランプ＝カレンバウアーが州首相を務めるザールラント州政府の法務大臣と環境・消費者保護大臣に任命された。2014年1月には、連邦政府の法務大臣に就任することとなったハイコ・マースの後任として、州政府の経済・労働・エネルギー・運輸大臣に横滑りで就任。また、このことに伴いザールラント州副首相にも就任することとなった。2017年のザールラント州議会選ではSPDの筆頭候補として臨んだが、キリスト教民主同盟（CDU）に敗れ第1党の座を獲得することができなかった。選挙後にはSPDとCDUで約4週間にわたって連立交渉の末、引き続き大連立を継続することが合意され、レーリンガーは州副首相に留任することとなった。
2018年3月、ハイコ・マースからSPDのザールラント州支部代表を引き継いだ。党大会で実施された投票では、94.5%の票を獲得し州支部代表に選出されている。

### ザールラント州首相
2022年の州議会選で、SPDは得票率43.5%と前回から約14%上昇させて単独過半数の議席を獲得した。選挙後には、州議会で51議席中32人の票を獲得してザールラント州首相に選出された。